# RBC in het seizoen 1957/58
Het seizoen 1957/1958 was het vierde jaar in het bestaan van de Roosendaalse betaaldvoetbalclub RBC. De club kwam uit in de Eerste divisie A en eindigde op de negende plaats. Tevens deed de club mee aan het toernooi om de KNVB beker, hierin werd in de derde ronde verloren van PSV (3–7).

## Wedstrijdstatistieken

### Eerste divisie B
|       | AGOVV | Alkmaar '54 | D.F.C | DWS   | EDO   | Excelsior | De Graafschap | Helmond | HVC   | Roda Sport | SVV   | Vitesse | Volendam | VSV   | Willem II |
| ----- | ----- | ----------- | ----- | ----- | ----- | --------- | ------------- | ------- | ----- | ---------- | ----- | ------- | -------- | ----- | --------- |
| Thuis | 0 – 0 | 2 – 3       | 1 – 5 | 2 – 0 | 2 – 0 | 4 – 0     | 2 – 1         | 1 – 1   | 1 – 2 | 3 – 1      | 2 – 3 | 1 – 3   | 1 – 2    | 1 – 1 | 1 – 1     |
| Uit   | 2 – 4 | 8 – 0       | 2 – 1 | 2 – 0 | 1 – 1 | 1 – 0     | 3 – 1         | 3 – 1   | 4 – 0 | 0 – 0      | 4 – 1 | 4 – 1   | 1 – 1    | 3 – 2 | 5 – 3     |

### KNVB beker
| 1e ronde                                              | WSC                                         | 0 – 3 (0 – 0)                                  | RBC                                                                |
| 26 december 1957 Plaats: Waalwijk Sportpark Eikendonk |                                             |                                                | 75', 80' Theo Laseroms 85' Kees Vermunt                            |
| 2e ronde                                              | Fortuna '54                                 | 1 – 1 (0 – 1) Winst op basis van uitdoelpunten | RBC                                                                |
| 16 februari 1958 Plaats: Geleen Mauritsstadion        | Kees Cools 65' (e.d.)                       |                                                | 26' Kees Vermunt                                                   |
| 3e ronde                                              | RBC                                         | 3 – 7 (1 – 3)                                  | PSV                                                                |
| 23 mei 1958 Plaats: Roosendaal De Luiten              | Theo Laseroms 20' Piet Bruijninckx 85', 88' |                                                | 5', 16' Trevor Ford –', 50', 73' Coen Dillen 67', 71' Piet Fransen |

## Statistieken RBC 1957/1958

### Eindstand RBC in de Nederlandse Eerste divisie A 1957 / 1958
| Stand | Gespeeld | Gewonnen | Gelijk | Verloren | Punten | Doelpunten voor | Doelpunten tegen |
| ----- | -------- | -------- | ------ | -------- | ------ | --------------- | ---------------- |
| e     | 30       | 6        | 7      | 17       | 19     | 40              | 66               |

### Topscorers
| #                    | Naam             | Goal |
| -------------------- | ---------------- | ---- |
| 1.                   | Piet Bruijninckx | 12   |
| 2.                   | Kees Vermunt     | 10   |
| 3.                   | Dick de Boeff    | 8    |
| 4.                   | Theo Laseroms    | 5    |
| 5.                   | Christ Bindels   | 2    |
| 6.                   | Adri Roks        | 1    |
| Onbekende doelpunten |                  |      |
| 1.                   | Onbekend         | 2    |
| Totaal               | Totaal           | 40   |

| #      | Naam             | Goal |
| ------ | ---------------- | ---- |
| 1.     | Theo Laseroms    | 3    |
| 2.     | Piet Bruijninckx | 2    |
| 2.     | Kees Vermunt     | 2    |
| Totaal | Totaal           | 7    |